# Caroline Nyaga
Caroline Nyaga (née le 7 octobre 1993) est une athlète kényane, spécialiste des courses de fond. 

## Biographie
Elle termine cinquième du 10 000 mètres des Jeux africains de Rabat.
En 2022, elle remporte le 10 000 mètres des Championnats d'Afrique de Saint-Pierre, après avoir obtenu le bronze au 5 000 mètres.
Elle termine par ailleurs troisième du semi-marathon de Trente de 2019.

## Palmarès
| Date | Compétition            | Lieu         | Résultat | Épreuve  | Temps          |
| ---- | ---------------------- | ------------ | -------- | -------- | -------------- |
| 2019 | Jeux africains         | Rabat        | 5e       | 10 000 m | 32 min 24 s 17 |
| 2022 | Championnats d'Afrique | Saint-Pierre | 3e       | 5 000 m  | 15 min 5 s 34  |
| 2022 | Championnats d'Afrique | Saint-Pierre | 1re      | 10 000 m | 32 min 12 s 61 |
| 2024 | Championnats d'Afrique | Douala       | 2e       | 1 500 m  | 4 min 6 s 76   |

## Records
| Épreuve  | Temps          | Lieu         | Date        |
| -------- | -------------- | ------------ | ----------- |
| 5 000 m  | 15 min 5 s 34  | Saint-Pierre | 9 juin 2022 |
| 10 000 m | 31 min 55 s 45 | Nairobi      | 27 mai 2021 |